# Prybeń
Prybeń – wieś na Ukrainie w rejonie lwowskim (wcześniej w rejonie przemyślańskim) należącym do obwodu lwowskiego.

## Historia
Wieś prawa wołoskiego, położona była w pierwszej połowie XV wieku w ziemi lwowskiej województwa ruskiego.
W 1921 wieś liczyła 20 zagród. Znajdował się tu młyn wodny, leśniczówka i folwark.
W 1944 nacjonaliści ukraińscy zamordowali pięć osób narodowości polskiej.